# Sosenki-Jajki
Sosenki-Jajki – wieś w Polsce położona w województwie mazowieckim, w powiecie siedleckim, w gminie Mordy. Ma status sołectwa. Składa się z 17 domostw. 
W latach 1975–1998 miejscowość administracyjnie należała do województwa siedleckiego.
Nazwa Jajki pochodzi od nieistniejącej obecnie drugiej części miejscowości. Pierwotna nazwa wsi brzmiała Sosniny Jajky. W okresie powojennym liczni młodzi mieszkańcy wioski podjęli pracę w PKP na Ziemiach odzyskanych (rejon Wrocławia).
Najpopularniejsze nazwiska: Soseński, Soszyński, Szymański, Kobyliński, Płoskowicz. Dwa ostatnie rody obecnie już w Sosenkach nie mieszkają. Na terenie wsi znajdował się niegdyś dworek.
Wieś leży na granicy dwóch obwodów łowieckich. Tereny obfitują przede wszystkim w dziki. W ostatnich latach pojawia się coraz więcej łosi oraz jeleni.
Wierni Kościoła rzymskokatolickiego należą do parafii św. Michała Archanioła w Mordach.